# Twins (King George Island)
Die Twins (englisch für Zwillinge; polnisch Bliźnięta) sind zwei direkt benachbarte Felsvorsprünge in den Arctowski Mountains von King George Island im Archipel der Südlichen Shetlandinseln. Sie ragen im nördlichen Teil des Massivs des Mount Hopeful auf.
Polnische Wissenschaftler benannten sie 1981.